# Ніжинська вулиця (Конотоп)
Вулиця Ніжинська — вулиця міста Конотоп Сумської області, одна з найдовших вулиць міста.

## Розташування
Вулиця знаходиться в районі Селище КВРЗ. Розпочинається від вулиці Богдана Хмельницького і закінчується на околиці сучасного міста.

## Історія
Відома з 1920-х років.
Перша документальна згадка — 28 червня 1929 року.
Єдина відома назва — вулиця Ніжинська.